# Olga Forche
Olga Dmitrievna Forche (en russe : Ольга Дмитриевна Форш, souvent transcrit « Forch »), née Komarova le 16 mai 1873 (28 mai 1873 dans le calendrier grégorien) à Gounib dans l'actuel Daghestan et décédée le 17 juillet 1961 à Tyarlevo près Léningrad, est une femme de lettres russe et soviétique. Inspirée à ses débuts par les idées sociales de Tolstoï, la théosophie et le bouddhisme, elle inclina au tournant du siècle vers le socialisme. Après la révolution d'Octobre, elle épousa les thèses du bolchévisme. Ses romans dénoncent la répression du régime tsariste et célèbrent la révolution socialiste.

## Biographie
Fille du général Dmitri Vissarionovitch Komarov, Olga Komarova est née dans la province dont son père était gouverneur militaire. Son père se remarie après le décès de sa mère. Après la mort de celui-ci en 1881, sa belle-mère place Olga dans un orphelinat à Moscou. Puis Olga suit les cours Bestoujev. Attirée d’abord par une carrière d’artiste, Olga étudie dans des ateliers d'art de Kiev, Odessa et Saint-Pétersbourg. 
Elle épouse en 1895 un fils de général, Boris Edouardovitch Forch. Mais en 1904, ce dernier refuse d'exécuter des prisonniers politiques. Cassé de son grade, il rachète une ferme en Ukraine, où avec sa femme il élève ses deux enfants. Olga commence à écrire des nouvelles tout en continuant à peindre et remporte son premier succès littéraire avec une nouvelle, Un général (1908), publiée dans la revue russe La Pensée russe. Dans ses premières œuvres en prose : Le Chevalier de Nuremberg (1908), le roman inachevé Bogdane Soukhovskaïa (1910) – s’exprime l’intellectualisme de Forche, et les traits caractéristiques de son héros : l'insatisfaction du quotidien et la quête spirituelle.
Lorsqu'éclate la révolution d'Octobre, son mari rejoint l'Armée rouge, mais meurt du typhus alors qu'il est en garnison à Kiev. Désormais, Olga Forche se consacre au roman historique : elle dénonce les abus passés du régime tsariste et célèbre la révolution.
Membre éminent du Congrès des écrivains soviétiques, elle reçoit l’Ordre de l'Insigne d'honneur et par deux fois l’Ordre du Drapeau rouge du Travail. Olga Forche est décédée le 17 juillet 1961 à Tiarlevo, une banlieue de Pavlovsk, près de Léningrad. Elle est enterrée au cimetière de Kazan, à Pouchkine. 
Les œuvres de l'écrivain ont été traduites dans les langues des peuples soviétiques et dans d’autres langues étrangères.

## Œuvres
Elle se consacre pour l’essentiel à l’histoire de la pensée socialiste et du mouvement révolutionnaire en Russie : Couvert de pierres (1924-25), sur le sort d'un révolutionnaire nommé Beideman ; Hot Shop (1926), consacré à la révolution avortée de 1905-07, Radichtchev (1re partie – Le Ferment jacobin, 1932 ; 2e partie – La Propriétaire de Kazan (1935) ; 3e partie - Un livre dangereux, 1939) ; Le Droit d'aînesse (1950-53) est consacré aux décembristes. Le destin de l’artiste sous un régime despotique est un thème récurrent de ses romans contemporains : Nicolas Gogol (1926), Alexandre Ivanov et le château Saint-Michel (1946) consacré à trois générations d'architectes russes (V. Bajenov, A. Voronikhine, Rossi).
Dans ses romans La Nef des fous (1930) et Le Corbeau (Les Symbolistes, 1933) l'écrivain puise dans la vie de  l’intelligentsia artistique du Saint-Pétersbourg des années 1900 et des premières années post-révolutionnaires et brosse les portraits de ses contemporains (Maxime Gorki, Alexandre Blok, Fiodor Sologoub, etc.) Son style expressif, la maîtrise des caractéristiques psychologiques, un sens aigu de l'époque sont les principales caractéristiques de la prose de Forche, qui a joué un rôle important dans le développement du roman historique soviétique.
Forche a aussi écrit des œuvres historiques, illustrant la vie pré-révolutionnaire des villes et des villages, un livre d'histoires satiriques sur des sujets étrangers, des scénarios et des pièces de théâtre.